# Pinnotheres
Pinnotheres is een geslacht van commensale krabben.

## Soortenlijst
- Pinnotheres bicristatus García Raso & Cuesta in Cuesta, García Raso, Abelló, Marco-Herrero, Silva & Drake, 2019
- Pinnotheres bidentatus Sakai, 1939
- Pinnotheres boninensis Stimpson, 1858
- Pinnotheres corbiculae Sakai, 1939
- Pinnotheres coutierei Nobili, 1905
- Pinnotheres dilatatus Shen, 1932
- Pinnotheres excussus Dai, Feng, Song & Chen, 1980
- Pinnotheres globosus Hombron & Jacquinot, 1846
- Pinnotheres gordonae Shen, 1932 {6}
- Pinnotheres guerini H. Milne Edwards, 1853
- Pinnotheres haiyangensis Shen, 1932
- Pinnotheres hickmani (Guiler, 1950)
- Pinnotheres hirtimanus H. Milne Edwards, 1853
- Pinnotheres jamesi Rathbun, 1923
- Pinnotheres kamensis Rathbun, 1909
- Pinnotheres kutensis Rathbun, 1900
- Pinnotheres lanensis Rathbun, 1909
- Pinnotheres laquei Sakai, 1961
- Pinnotheres latipes Jacquinot, in Hombron & Jacquinot, 1846
- Pinnotheres lithodomi Smith, 1870
- Pinnotheres luminatus Dai, Feng, Song & Chen, 1980
- Pinnotheres lutescens Nobili, 1905
- Pinnotheres mactricola Alcock, 1900
- Pinnotheres maindroni Nobili, 1905
- Pinnotheres nigrans Rathbun, 1909
- Pinnotheres obesus Dana, 1852
- Pinnotheres obscuridentata Dai & Song, 1986
- Pinnotheres obscurus Stimpson, 1858
- Pinnotheres onychodactylus Tesch, 1918
- Pinnotheres ostrea (Aikawa, 1933)
- Pinnotheres paralatissimus Dai & Song, 1986
- Pinnotheres parvulus Stimpson, 1858
- Pinnotheres pectunculi Hesse, 1872
- Pinnotheres perezi Nobili, 1905
- Pinnotheres pholadis De Haan, 1835
- Pinnotheres pichilinquei Rathbun, 1923
- Pinnotheres pilulus Dai, Feng, Song & Chen, 1980
- Pinnotheres pisum (Linnaeus, 1767)
- Pinnotheres pubescens (Holmes, 1894)
- Pinnotheres pugettensis Holmes, 1900
- Pinnotheres quadratus Rathbun, 1909
- Pinnotheres sebastianensis (Rodrigues da Costa, 1970)
- Pinnotheres serrignathus Shen, 1932
- Pinnotheres shoemakeri Rathbun, 1918
- Pinnotheres siamensis Rathbun, 1909
- Pinnotheres taichungae K. Sakai, 2000
- Pinnotheres taylori Rathbun, 1918
- Pinnotheres trichopus Tesch, 1918
- Pinnotheres tsingtaoensis Shen, 1932
- Pinnotheres vicajii Chhapgar, 1957